# Zay Miklós
Csömöri gróf Zay Miklós (Zayugróc, 1864. január 14. – Budapest, 1939. szeptember 3.) nagybirtokos gróf, a magyar főrendiház tagja.

## Élete
Zay Albert gróf főrendiházi tag és Dubovszky Emilia fia. A gimnáziumot Pozsonyban, Selmecbányán és Pesten végezte. Genfben modern nyelveket, kereskedelmi tantárgyakat, jogot Párizsban és Budapesten tanulmányozott. Többször utazott külföldön. Mint horvátországi nagybirtokos 1888-ban tagja lett a főrendiháznak. 1889-ben a trencséni egyházak világi felügyelőjévé választották meg. 1889. január 12-én Budapesten nőül vette Károlyi Margit grófnőt (néhai gróf Károlyi Viktor leányát). Első beszédét az 1889-es véderővita alkalmával mondta el a véderőről szóló törvényjavaslat 25. §-a ellen, mikor gróf Eszterházy Miklóssal együtt szószólója volt a főrendiház legifjabb nemzedékének. Az 1892. évi választások alkalmával a zsámbokréti és orosházi kerületekben mint kormánypárti fellépett, de Szapáry miniszterelnökkel felmerült nézeteltérések folytán mind a két helyen visszalépett és a Szabadelvű Pártot is elhagyta. 1890-től 1896-ig az orosházai evangélikus egyház világi felügyelője volt. Az egyházpolitikai viták alkalmával a főrendiházi ellenzékkel szavazott, de az 1896. évi választások alkalmával újra szabadelvű programmal lépett fel és Veress volt antiszemita képviselőt Orosházán legyőzte. 1901-ben azonban Veress József foglalta vissza a kerületet. 1897-ben a dunáninneni kerület az akkoriban renitens tót nemzetiségű trencséni egyházmegye vezetésével bízta meg és Riesz Károly zayugróci lelkész segítségével sikerült a zilált víszonyokat rendeznie. 1901-ben nem lépett fel képviselőnek idegbaja miatt, amelyből később kigyógyult. Ezután leginkább az irodalomnak élt.
Gyakori külföldi útjairól számos útleírást közölt a napilapokban. Cikkei a Vasárnapi Ujságban (1905. Ave Maria, rajz), a Budapesti Hírlapban (1906. 355. sat. sz. Észak felé).

### Családja
1889-ben nőül vette nagykárolyi gróf Károlyi Margitot (1868–1937), két gyermekük született:
- Károly Albert Viktor György (1890–?); neje: galántai Nagy Ella (1894–1959)
- Klára Irma Emília Auguszta (1898–1982); férje: Jan Želenka-Želensky (1892–1987)

## Művei
- Croatiae res. (Zágrábi levelek.) Bpest, 1893.
- Vándorlás közben. Bpest, 1897. (Tíz rajz és uti vázlat. Ism. Vasárnapi Ujság 18. sz.)
- Nyilt levél az orosházi kerület választópolgáraihoz. Trencsén, 1898.
- Nyilt levél az orosházi kerület választópolgáraihoz. Trencsén, 1899.
- Beszédei a magyar főrendiházban 1889-1895. Bpest, 1902.